# Варкоч, Николай
Николай Варкоч (собственно, Никлас фон Варкач или Варкоч; упомин. в 1589—1594 гг.) — австрийский дипломат.

## Биография
Даты рождения и смерти Николая Варкоча неизвестны. В 1589—1594 годах он трижды приезжал в Москву для переговоров о турецких и польских делах. Описывая первую из этих поездок, Н. М. Карамзин характеризует Варкоча как «маловажного сановника». Донесение о втором приезде дипломата в Москву, весьма интересное для характеристики дипломатических отношений России, было впервые опубликовано в Берлине в 1820 году (русский перевод этого источника увидел свет в 1874 году); его автором является один из спутников Варкоча — Стефан Гейс.
Отправляя Варкоча в Москву, Рудольф II рассчитывал склонить Фёдора Иоанновича к заключению союза против Османской империи; кроме того, император надеялся на получение финансовой поддержки, необходимой для ведения военных действий. Московское правительство продемонстрировало свою солидарность и несколько раз посылало гонцов к Рудольфу II, побуждая его принять меры к объединению всех христианских держав против турок, однако это не привело к желаемым результатам. Поэтому, касаясь дипломатической деятельности Варкоча, Н. М. Карамзин был вынужден констатировать: «Мы тратили время и деньги в сношениях с Австриею, совершенно бесполезных».